# Кармел Мур
Кармел Мур (на английски: Carmel Moore) е артистичен псевдоним на Насрин Даниел Алави (Nasrin Danielle Alavi) – британската порнографска актриса и модел от ирански произход.
Родена е на 19 юни 1985 г. в Източен Съсекс, Великобритания.
На 18-годишна възраст започва кариерата си като модел, след което се насочва към порнографската индустрия.

## Награди и номинации
Носителка на награди
- 2007: Британски телевизионни и филмови порнографски награди – най-добра актриса.[4]